# Agrostis huttoniae
Agrostis huttoniae é uma espécie de gramínea do gênero Agrostis, pertencente à família Poaceae.